# Sorrell and Son (film din 1927)
Sorrell and Son este un film mut american din 1927 creat în genul dramă, lansat pe 2 decembrie 1927 și nominalizat la Premiul Oscar pentru cel mai bun regizor la prima ediție a premiilor Oscar, în anul următor. Filmul s-a bazat pe romanul cu același nume al lui Warwick Deeping, Sorrell și fiul, care a devenit și a rămas un bestseller de la prima sa publicare în 1925 în anii 1920 și 1930.
Scenariul a fost adaptat de Elizabeth Meehan. A fost scris și regizat de Herbert Brenon. Filmările au avut loc în Anglia.

## Reecranizări
Povestea a fost reecranizată de două ori, odată în 1934 Sorrell and son, H.B. Warner fiind din nou în rolul principal al lui Stephen Sorrell și, odată, ca serial de televiziune britanic în 1984.

## Starea de conservare
Versiunea din 1927 a fost considerată un film pierdut pentru mulți ani. Cu toate acestea, arhiva Academia de Film a restaurat atât o copie aproape completă a lui Sorrell, cât și a unui reclame în 2004 și, respectiv, în 2006.

## Distribuția
- H. B. Warner în rolul Stephen Sorrell
- Anna Q. Nilsson în rolul Dora Sorrell
- Mickey McBan în rolul Kit (copil)
- Carmel Myers în rolul Flo Palfrey
- Lionel Belmore în rolul John Palfrey
- Norman Trevor în rolul Thomas Roland
- Betsy Ann Hisle în rolul Molly (copil)
- Louis Wolheim în rolul Buck
- Paul McAllister în rolul doctorului Orange
- Alice Joyce în rolul Fanny Garland
- Nils Asther în rolul Christopher 'Kit' Sorrell
- Mary Nolan în rolul Molly Roland